# Zaparcie
Zaparcie (potocznie: zatwardzenie, obstrukcja) – utrudniona lub nieczęsta (rzadziej niż 2 razy na tydzień) defekacja. W skrajnych przypadkach może być śmiertelne. Zaparcie ciężkie to mniej niż 2 wypróżnienia na miesiąc. Zaparcie może być definiowane jako zmiana rytmu wypróżnień lub oddawanie stolca z większym trudem.

## Przyczyny
Osoby zdrowe oddają zazwyczaj 1-2 dobrze uformowane stolce dziennie, czasem stolec co drugi dzień. Zaparcie jest jedną z najczęstszych dolegliwości, szczególnie u społeczeństw zachodnich. U jego podstaw zwykle nie leżą poważne schorzenia. Występuje czasem u osób zdrowych spożywających pokarmy z małą zawartością płynów i błonnika, prowadzących siedzący tryb życia, u osób w podeszłym wieku i noworodków oraz u kobiet w zaawansowanej ciąży.
Często towarzyszy zaburzeniom czynnościowym jelita grubego, zwłaszcza u kobiet, jako tzw. zaparcie nawykowe. W zaparciach kał jest zazwyczaj twardy i suchy, oddawany z wysiłkiem. Jeśli zaparcia pojawiają się nagle i zaburzają stały rytm wypróżnień u danej osoby, częściej sugerują poważne schorzenia. U podstaw zaparć może leżeć nadużywanie środków przeczyszczających. Zaparcie może być również wywołane przyczynami: 
- mechanicznymi, np.:
  - hemoroidy i związane z nimi unikanie defekacji[2],
  - zwężenie jelit przez naciek nowotworowy lub zapalny,
  - blizny,
  - ucisk z zewnątrz,
  - niedrożność jelit,
  - u niemowląt i dzieci choroba Hirschsprunga[2],
- toksycznymi, np.:
  - alergią na białko mleka krowiego (głównie u dzieci),
  - zatrucie ołowiem i arsenem,
  - po podaniu niektórych leków, jak opium i atropiny,
- czynnościowymi, np.:
  - zaparcia atoniczne u obłożnie chorych i osób w podeszłym wieku,
  - choroby gorączkowe,
  - charłactwo,
  - zaparcie spastyczne.

- psychicznymi[3], np.:
  - silny stres (rozwód, śmierć małżonka, utrata pracy),
  - jadłowstręt psychiczny[2],
  - depresja,

- metabolicznymi[2], np:
  - niedoczynność tarczycy,
  - cukrzyca,
  - hiperkalcemia.

- niektórymi lekami albo połączeniami kilku leków o działaniu zapierającym, np:
  - neutralizującymi kwasy żołądkowe zawierającymi tlenek glinu lub wapnia,
  - antycholinergicznymi,
  - sympatykomimetycznymi[4],
  - przeciwparkinsonowskimi,
  - moczopędnymi,
  - trójpierścieniowymi lekami przeciwdepresyjnymi,
  - blokerami receptorów 5-HT[4],
  - opiatami (stosowanymi w celu leczniczym lub u osób uzależnionych),
  - fenytoiną,
  - kodeiną i środkami przeciwkaszlowymi,
  - żelazem,
  - środkami przeciwdrgawkowymi[4],
  - sukralfatem[4].

Jedną z częstszych przyczyn zaparcia jest lekceważenie uczucia parcia na stolec, co prowadzi do zaburzenia odruchu defekacyjnego.

## Epidemiologia
W oparciu o określoną definicję, zaparcia występują u 2% populacji, częściej u kobiet, dzieci (ale rzadko u niemowląt) i osób starszych.

## Diagnostyka
Rutynowym badaniem jest palpacja brzucha. Każdy pacjent z dolegliwościami o znacznym nasileniu powinien poddać się badaniu per rectum. Próbkę kału należy zbadać na obecność krwi utajonej. Należy także podjąć diagnostykę w każdym wypadku obecności czarnych stolców lub krwi w kale. W niektórych wypadkach zleca się morfologię pod kątem niedokrwistości, hematokryt oraz ob. 
Niekiedy pomocne są rektoskopia, sigmoidoskopia, kolonoskopia i wlew kontrastowy. Bardziej szczegółowe metody diagnostyczne są swoiste do wyżej wymienionych przyczyn zaparć.

## Leczenie
Leczenie zależy od przyczyny wywołującej. W leczeniu objawowym stosuje się środki przeczyszczające, choć niekiedy jest to niewskazane.
- Profilaktycznie należy z diety wyłączyć pokarmy ciężkostrawne, tłuszcze zwierzęce oraz wysoko przetworzone węglowodany takie jak biała mąka, słodycze, ponieważ pokarmy te długo zalegają w jelitach i żołądku. Ponadto należy spożywać odpowiednie ilości błonnika intensyfikującego pracę jelit i zwiększyć ilość płynów w diecie oraz zadbać o różnorodność posiłków,
- U wielu chorych ulgę przynosi zintensyfikowanie aktywności fizycznej,
- Wielu chorym pomaga zastosowanie diety odchudzającej[2].

Zaparcia nawykowe
Wstrzymywanie oddawania stolca po pewnym czasie rozregulowuje rytm pracy jelit powodując ich rozleniwienie. Doprowadza to do zaparć określanych jako nawykowe. Dolegliwości tej sprzyja stres, stany nerwowe, brak ruchu oraz siedzący tryb pracy i życia. W tym przypadku środki przeczyszczające nie są wskazane. Sprawą zasadniczą jest zmiana trybu życia oraz właściwa dieta.
Kurczowe zaparcia
Gdy jelito zaciska się dookoła stwardniałych mas kałowych uniemożliwiając tym samym prawidłowe wypróżnienie, ma się do czynienia z zaparciem kurczowym. W niektórych przypadkach, zaparcia mogą występować naprzemiennie  z biegunkami. W takim wypadku zalecana jest przede wszystkim właściwa dieta (bez przesady z ilością spożywanego błonnika) czyli delikatne mięsa, twarożki, masło, miód, oliwa, gotowane i przecierane jarzyny oraz duża ilość płynów. Należy unikać potraw smażonych czy fermentujących, ostrych przypraw, pieczywa razowego oraz takich produktów jak groch czy fasola.